# Kim Min-seok (politico)
Kim Min-seok (김민석?; Seul, 29 maggio 1964) è un politico sudcoreano, primo ministro della Corea del Sud dal 2025.

## Biografia
È nato a Seul nel 1964, ultimo dei tre figli di Kim Joo-wan e Kim Choon-ok.
Si diplomò alla Sungsil High School di Seul nel 1982 e si laureò al Dipartimento di Sociologia dell'Università Nazionale nel 1989.
Conseguì un master in Public Administration presso l'Harvard Kennedy School nel 1995 e un master of Laws all'Università Tsinghua nel 2010.
Nel 2011 ottenne il titolo di Doctor of Jurisprudence alla Rutgers University-Newark.